# Omega (automobil)
OMEGA byl lidový automobil neobvyklé konstrukce, který v roce 1923 postavil Ing. Břetislav Novotný v Brně, v Čs. závodech na výrobu zbraní v Brně, v továrně později známé jako Československá zbrojovka, akc. spol.. Vůz vybavený charakteristickým třecím převodem a čtyřválcovým dvoutaktním motorem byl postaven ve dvou prototypech. Ty se následně staly vzorem pro sériovou výrobu upraveného vozu s názvem Disk.

## Konstrukce
Vůz měl být velmi jednoduchý a levný dopravní prostředek pro široké vrstvy a proto se jeho konstrukce výrazně lišila od běžných automobilů v té době. Vůz neměl převodovku ani spojku, dokonce se zprvu nepočítalo ani s brzdami, vše nahrazoval jednoduchý třecí převod, tvořený dvěma na sebe kolmými kotouči a brzdovým špalíkem. Ke kotouči na ose motoru kolmo přiléhal třecí kotouč, posuvný na příčném drážkovém hřídeli a přitlačovaný pružinou. Od příčného hřídele se točivý moment přenášel na zadní kola řetězem podobně jako u motocyklu nebo tzv. cyclecarů francouzského nebo britského původu. Příslušný převod se zařazoval přesouváním příčného kotouče ovládací pákou v kulise  na přístrojové desce, ke snadnějšímu překonání síly přítlačné pružiny bylo možné nohou přišlápnout dlouhý příčný pedál. Při přechodu páky přes střed se zařadil zpětný chod. Uprostřed kulisy v neutrální poloze se měl kotouč opřít o brzdový špalík a celé vozidlo zabrzdit. 

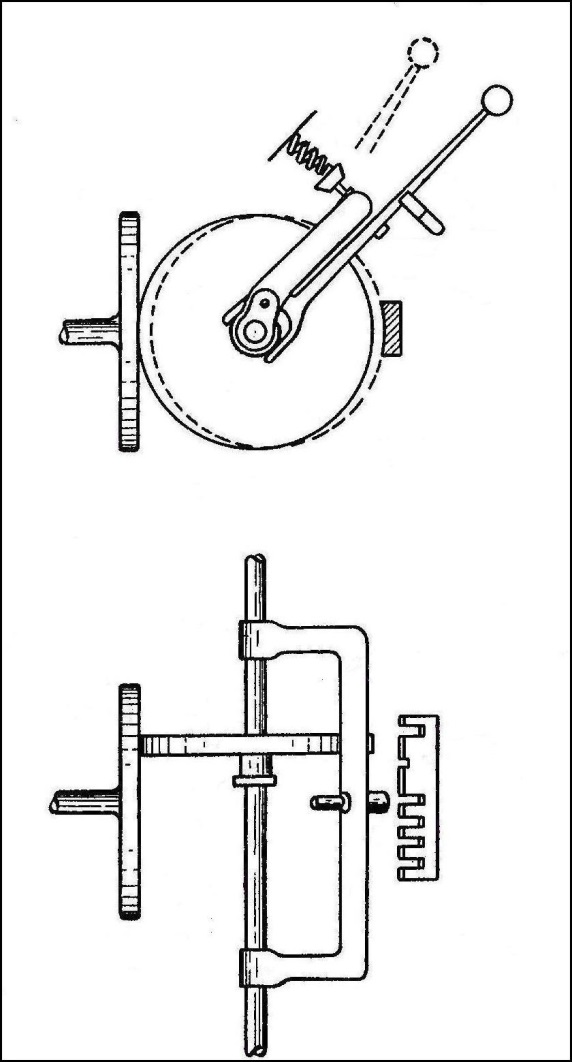
Schéma třecího převodu automobilu OMEGA z patentové přihlášky č. 13572

## Vývoj
Novotný postavil v Praze už v roce 1921 a 1922 pokusné vozíky s názvem NOVO, kde si popsaný princip vyzkoušel. Prototyp auta NOVO nabídl koncem roku 1922 jako výrobní program  brněnské továrně a její správní orgán návrh dne 7. února 1923 přijal a dal vyrobit pod vedením Novotného dva prototypy. Konstruktér se ale rozhodl postavit nový, vylepšený vůz. Ponechal třecí převod a pohon zadní nápravy řetězem, ale použil už běžné bubnové brzdy na zadní kola, protože se brzdový špalík ukázal jako nedostatečný. Jako jeden z prvních použil celokovovou samonosnou karoserii v době, kdy se auta stavěla převážně ze dřeva. Zkonstruoval také zcela nový motor, dvoudobý čtyřválcový motor o obsahu 600 cm3, chlazený vodou a poprvé takové řešení použil pro pohon automobilu. Čtyřválcový motor se dobře hodil proto, že nepotřeboval pro pravidelný chod velký a těžký setrvačník a dvoudobý motor zase neměl složité ventilové rozvody, to všechno mělo směřovat k nízké ceně vozu. Automobil OMEGA měl také charakteristický zahnutý trubkový chladič, se kterým měl Novotný jako letecký konstruktér už jisté zkušenosti.
Dvousedadlové otevřené auto bylo dne 18. října 1923 předvedeno správní radě továrny a ta výsledek přijala s tím, že se provedou rozsáhlejší jízdní zkoušky. V prosinci 1923 skutečně vyjely dva vozy na zkušební okružní jízdu a uspěly. Správní rada ale trvala na dalších zkouškách a úpravách. Vůz měl být také vícemístný, mělo se posílit chlazení a zlepšit zapalování. V lednu 1924 také správní rada rozhodla o přejmenování vozu na DISKOS, zkráceně DISK, protože značka OMEGA už byla v ČSR chráněna. Oba vozy byly dále upraveny a v polovině roku 1924 postaveno dalších 5 zkušebních kusů. Trubkový chladič byl nahrazen konvenčním, byly pokusně zhotoveny také další varianty karoserie, třísedadlová a čtyřsedadlová. 
Protože těmito úpravami se zvýšila hmotnost vozu, přestal být řetězový pohon zadních kol spolehlivý, proto byl u části vozů nahrazen kardanovým hřídelem s ozubenými koly. Zkoušky probíhaly dál, nakonec se koncem roku 1924 podařilo vyrobit asi 50 kusů vozů DISK, ale správní rada nově vzniklé akciové společnosti prodej zakázala, přestože už měla dostatek objednávek. V lednu 1925 nařídila nové jízdní zkoušky, které nakonec dopadly přijatelně, ale přesto se automobil DISK nestal tím, čím měl být, totiž spolehlivým a levným lidovým vozem a projekt OMEGA-DISK byl ukončen. 
Ani jeden ze dvou prototypů auta OMEGA s řetězovým převodem se nezachoval, ale shodou okolností se zachoval motor a naprosto přesná a téměř kompletní výrobní dokumentace i s výkresy velmi drobných dílů. Podle ní byla po 92 letech vyrobena přesná replika (třetí kus), která je zcela funkční a byla předvedena veřejnosti v červnu 2015 ukázkovou jízdou středem města Brna.

## Galerie

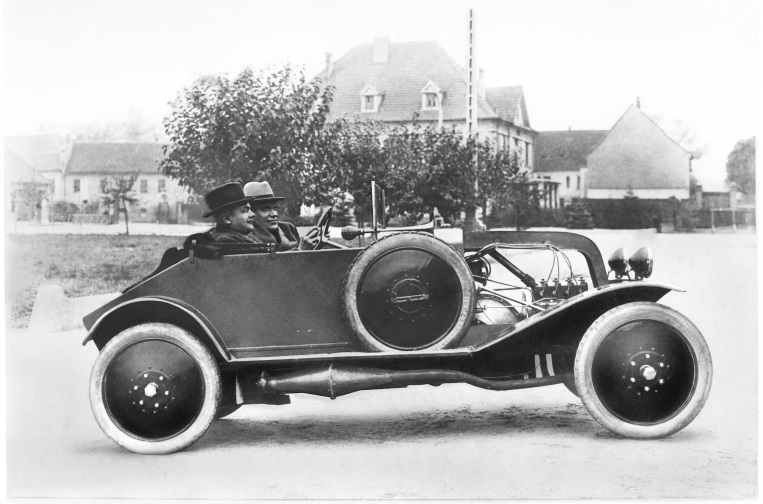
Automobil OMEGA při předvádění dne 18. října 1923 na továrním dvoře
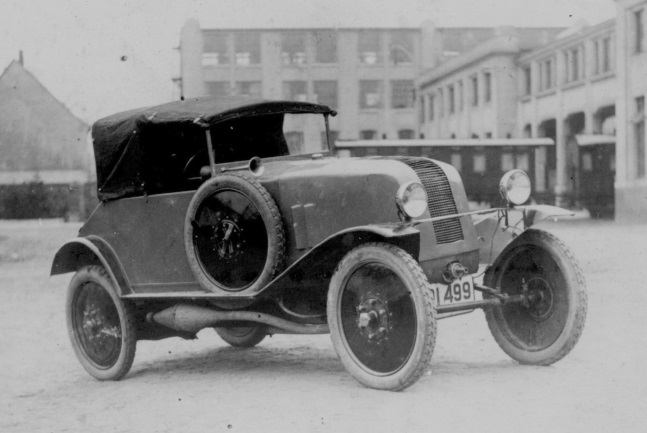
Automobil OMEGA při předvádění dne 18. října 1923 s nasazenou kapotou a plátěnou střechou
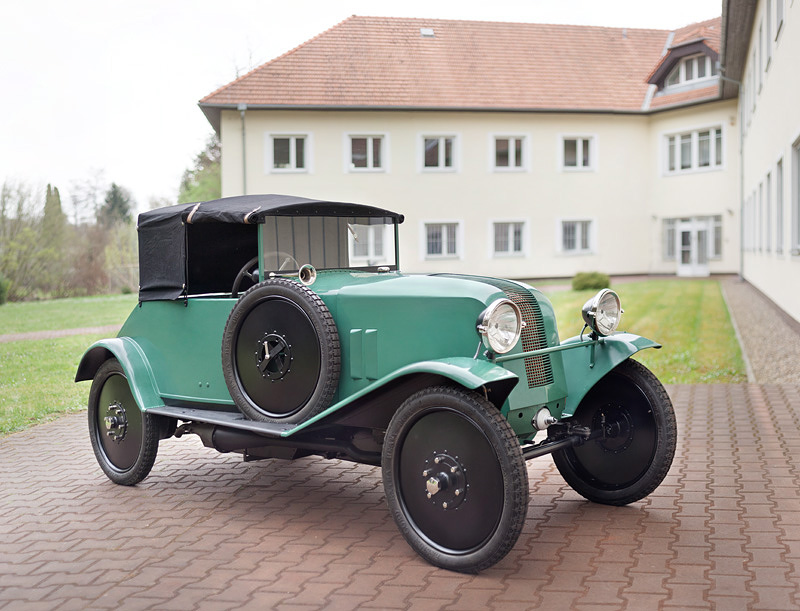
Replika automobilu OMEGA, zhotovená podle původní tovární dokumentace v dubnu 2015